# 2817 Перек
2817 Перек (2817 Perec) — астероїд головного поясу, відкритий 17 жовтня 1982 року.
Тіссеранів параметр щодо Юпітера — 3,530.
Названий на честь французького письменника Жоржа Перека.